# 智恵文村
智恵文村（ちえぶんむら）は、かつて北海道中川郡に存在した村である。

## 沿革
- 1915年（大正4年）4月1日 - 北海道二級町村制施行により中川郡下名寄村が村制施行し、下名寄村が発足。
- 1920年（大正9年）6月1日 - 下名寄村の一部を分割して智恵文村が発足。同時に下名寄村が美深村に改称。
- 1954年（昭和29年）8月1日 - 上川郡名寄町と合併し、同郡名寄町を新設し消滅。